# Gannansaurus
Gannansaurus – rodzaj wymarłego dinozaura, zauropoda z grupy Macronaria i kladu Titanosauriformes.
Skamieniałości nieznanego nauce zwierzęcia znaleziono w południowych Chinach, w prowincji Jiangxi, na terenie prefektury miejskiej Ganzhou, w gminie miejskiej Longling. Szczątki spoczywały wśród skał basenu sedymentacyjnego Ganzhou i formacji Nanxiong. Formacja ta powstała w epoce kredy późnej. Znalezione kości (właściwie wyłącznie kręgi odcinków grzbietowego i ogonowego) należały do dinozaura z grupy zauropodów. Autorzy podkreślają wagę tego odkrycia, jako że kredowe zauropody z kontynentu azjatyckiego nie należą do najczęstszych, w przeciwieństwie do swych jurajskich poprzedników. W szczególności zaś dotyczy to zauropodów kredy późnej, reprezentowanych dotychczas przez 12 zaledwie rodzajów, z których Lü i inni podają 10. Są to, począwszy od opisanego w 1983 kwezytozaura i kreowanego w 2000 Huabeisaurus, przez cztery lata młodszego od tego ostatniego Borealosaurus i kreowanego rok po nim Nemegtosaurus, dość bazalnego przedstawiciela Titanosauriformes Erketu o olbrzymiej szyi z 2006,  opisane w 2008 Dongyangosaurus, Quingxiusaurus i Sonidosaurus, aż do opisanej rok później przez Borsuk-Białynicką jako Camarasauridae opistocelikaudii, zaliczonej później do Saltasauridae i Baotianmansaurus z tego samego roku.
Zbadawszy skamieniałości, paleontolodzy stwierdzili, że nowy okaz nie przedstawia istotnych podobieństw do wyżej wymienionych rodzajów zauropodów. Wydał im się natomiast podobny do euhelopa. Umieścili go w nowym rodzaju, któremu nadali nazwę Gannansaurus, odnosząc się do miejsca znalezienia szczątków, Gannan. W rodzaju umieścili pojedynczy gatunek Gannansaurus sinensis. Jego epitet gatunkowy również odnosi się do miejsca znalezienia skamieniałości, bierze się bowiem od greckiego Sin wskazującego na Chiny.
Gannansaurus należał do zauropodów z grupy Neosauropoda. Ta grupa olbrzymich dinozaurów dzieli się na dwie główne linie: diplodokokształtne i Macronaria. Ta ostatnia obejmuje grupę Titanosauriformes, do której również został zaliczony. Grupa Titanosauriformes wprowadzona przez Salgado i obejmuje brachiozaura i Titanosauria, a więc zaliczają się do niej brachiozaury, euhelop i Titanosauria, przy czym te dwa ostatnie tworzą razem klad Somphospondyli. W związku z podobieństwem do euhelopa w obrębie Titanosauriformes kreatorzy umieścili rodzaj Gannansaurus w rzeczonej grupie Somphospondyli.